# Albert Jouvin de Rochefort
Albert Jouvin de Rochefort (circa 1640 – circa 1710) è stato un cartografo francese.

## Biografia
Albert Jouvin de Rochefort fu un viaggiatore e cartografo francese del '600. Fu tesoriere di Francia a Limoges dal 1675 al 1702. Di lui si hanno poche informazioni biografiche, a parte un ritratto anonimo conservato presso il Dipartimento delle Stampe della Biblioteca nazionale di Francia.
È autore di un diario di viaggio (Le voyageur d'Europe, où sont les voyages de France, d'Italie et de Malthe, d'Espagne et de Portugal, des Pays Bas, d'Allemagne et de Pologne, d'Angleterre, de Danemark et de Suède, Paris, D. Thierry, poi Louis Billaine e Claude Barbin,1672-1676, 3 t., 7 vol.), in cui descrive i suoi viaggi che lo hanno portato a visitare gran parte dell'Europa e del medio oriente, incluso l'Egitto con le sue piramidi, la terra santa e la Turchia. Questi volumi sono accompagnati da mappe che descrivono il percorso intrapreso dal viaggiatore, incise da François Lépine detto La Pointe, scrittore specializzato in mappe e carte. Jouvin ha anche pubblicato diverse mappe di Parigi nel '600, inclusa una mappa in grande formato pubblicata probabilmente nel 1672, a cui seguono diverse ristampe; e una serie di mappe di piccole città francesi tra cui Angers, Blois, Bordeaux, Limoges, Tours, e Troyes. Solo una parte di queste mappe sono state stampate, e gli originali sono attualmente conservati presso la Biblioteca Nazionale Francese (BNF)